# Friedrich Möllering
Friedrich Möllering (* 19. Februar 1913 in Obermehnen; † 21. Dezember 1996 in Salzbergen) war ein deutscher Autor niederdeutscher und hochdeutscher Bücher und Zollbeamter. Er nannte sich auch Frittken vanne Hermannshöhe.

## Leben
Möllering wurde am 19. Februar 1913 in Obermehnen geboren. Sein Vater war Landwirt. Friedrich Möllering besuchte ab 1926 die Oberschule in Lübbecke und machte von 1935 bis 1937 eine Ausbildung bei der Bundeszollverwaltung Kiel. Als außerplanmäßiger Zollinspektor und später Zollbeamter arbeitete er von 1937 bis zu seiner Pension im Jahre 1974 in den Städten Kiel, Hamburg, Borken, Bielefeld, Dortmund, Herford, Bünde, Paderborn und wiederum Bielefeld. Er lebte dann in Enger und starb am 21. Dezember 1996 in Salzbergen.

## Werke
- Votellsels un Dönkens Bd. 1; met Afbildungen van Tonfiguren, de Frittken süms maket häf. Zeitungsverlag Neue Westfälische, Bielefeld 1981.
- Votellsels un Dönkens Bd. 2; met Afbildungen van Tonfiguren, de Frittken süms maket häf. Westfalen-Verlag, Dortmund/Bielefeld 1982.
- Votellsels un Dönkens Bd. 3; met Afbildungen van Tonfiguren, de Frittken süms maket häf. Westfalen-Verlag, Dortmund/Bielefeld 1983.
- De Wittekindsagen/Noahvötellt up Plattduitsk van Frittken vanne Hermannshöhe. Met viöln Fotos un Afbildungen van Tonfigurn, de Frittken süms maket häf. Westfalen-Verlag, Dortmund/Bielefeld 1984.
- Frittken vanne Hermannshöhe: Votellsels un Dönkens. Ton-Kassette, Westfalen-Verlag, Dortmund 1984.
- Van muadns bit in'n Twuiduistern : Erzählung/von Frittken vanne Hermannshöhe. Uhle & Kleimann, Lübbecke 1987.
- Wo einst noch Nachtigallen sangen. Jugenderinnerungen an dörfliches Leben und Tagewerk in früheren Zeiten. Uhle & Kleimann, Lübbecke 1992.
- Flaggenwechsel: Friedrich Möllerings Leben in der Weimarer Republik, der Hitler-Diktatur bis zur Demokratie der Bundesrepublik. Uhle & Kleimann, Lübbecke 1996.

## Preise
Im Jahre 1986 erhielt Möllering den Kulturpreis der Stadt Enger, im Jahre 1987 das Bundesverdienstkreuz/Verdienstkreuz am Bande.